# 山西公学
山西公学是一所民国末年至共和国初年存在于山西的学校。

## 历史沿革
1948年，随着解放军在山西的节节胜利，大批原属于阎锡山的政府机关人员被解放军俘获。解放军决定仿照华北革命大学设立一所学校培训这些人员，以便将来治理山西时继续为新政府工作。当年冬季，解放军在榆次开始筹备建立山西公学。
1949年4月24日，解放军攻克太原。山西公学随即进驻山西大学校址，准备开学，不久后迁往上官巷原法政专门学校旧址。党委会书记为王大任，校长由薄一波兼任。学校分为三部，一部负责训练青年学生；二部负责训练工程人员；三部负责训练原属于阎锡山的政府公职人员和教师。另外设有特别政治训练班，用于训练阎锡山下属高层人员；以及农林、卫生、财税、金融、贸易等五个专业人员训练班。
1949年6月，第一期正式开学。8月底三部第一期和六个专业人员训练班毕业，二部第一期于10月下旬毕业。
同年9月，赖若愚接任校长。
1950年2月，三部第二期和一部学生毕业。中共山西省委和山西省政府决定结束山西公学。1950年3月1日，该校并入山西省行政干部学校。